# Саарбрюккен (район)
Саарбрюккен (нем. Saarbrücken) — район в Германии, имеет статус региональной ассоциации (нем. Regionalverband), до 1 января 2008 года — городской ассоциации (нем. Stadtverband), в отличие от остальных пяти земельных районов (нем. Landkreis) Саара.
Центр района — город Саарбрюккен. Район входит в землю Саар. Занимает площадь 411 кв. км. Население — 332,3 тыс. человек (2010). Плотность населения — 809 человек/кв.км.
Официальный код района — 10 0 41.

## Города и общины
1. Саарбрюккен (175 305)
2. Фёльклинген (39 655)
3. Пютлинген (19 972)
4. Хойсвайлер (19 496)
5. Зульцбах (17 491)
6. Ригельсберг (14 970)
7. Квиршид (13 677)
8. Клайнблиттерсдорф (12 338)
9. Фридрихсталь (10 806)
10. Гросроссельн (8542)

(30 июня 2010)